# Протопопівка (Одеський район)
Протопо́півка — село Усатівської сільської громади в Одеському районі Одеської області в Україні. Населення становить 425 осіб.

## Історія

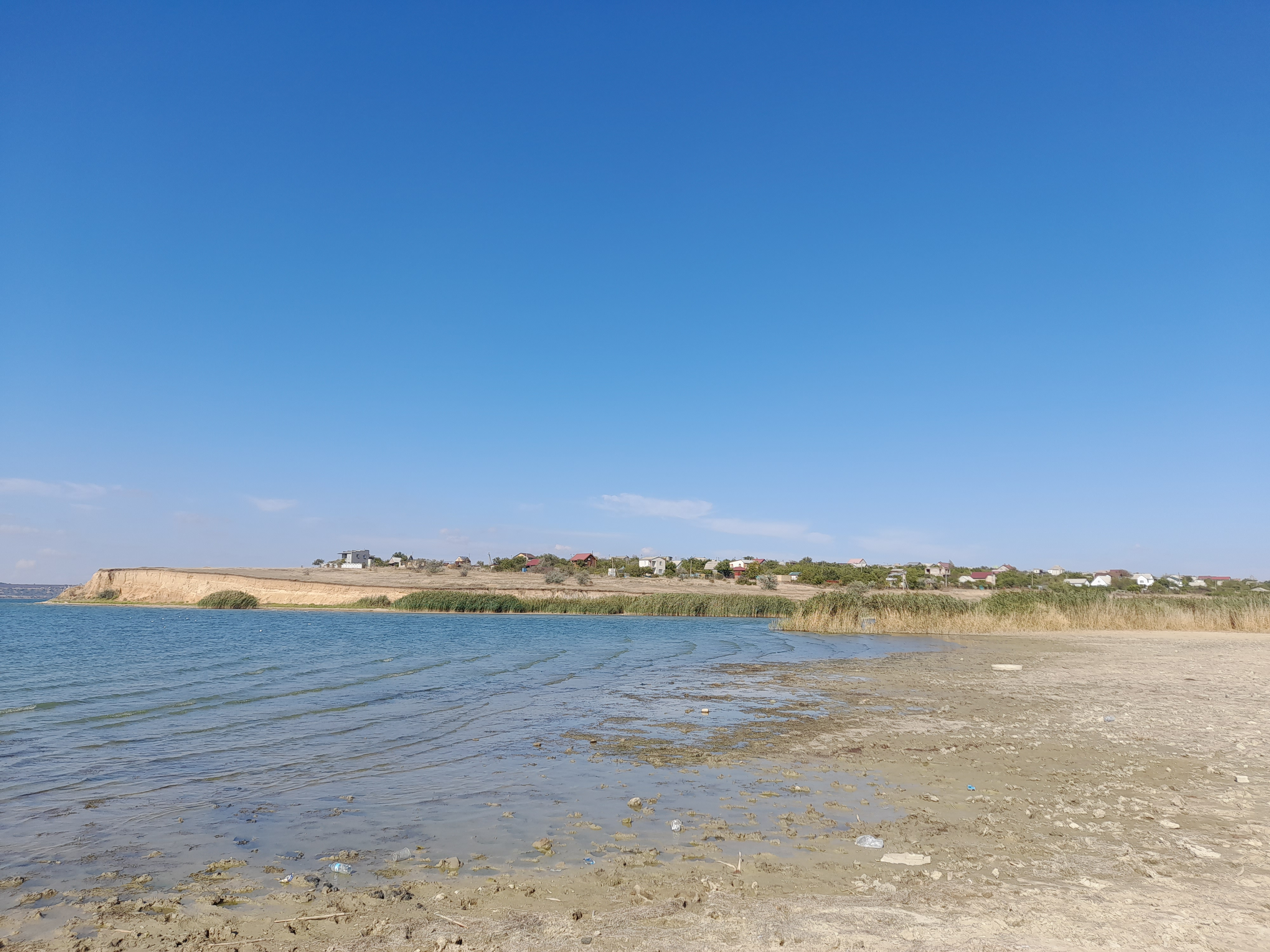
Пляж на узбережжі Хаджибейського лиману в Протопоповці

Під час організованого радянською владою Голодомору 1932—1933 років померло щонайменше 27 жителів села.

## Населення

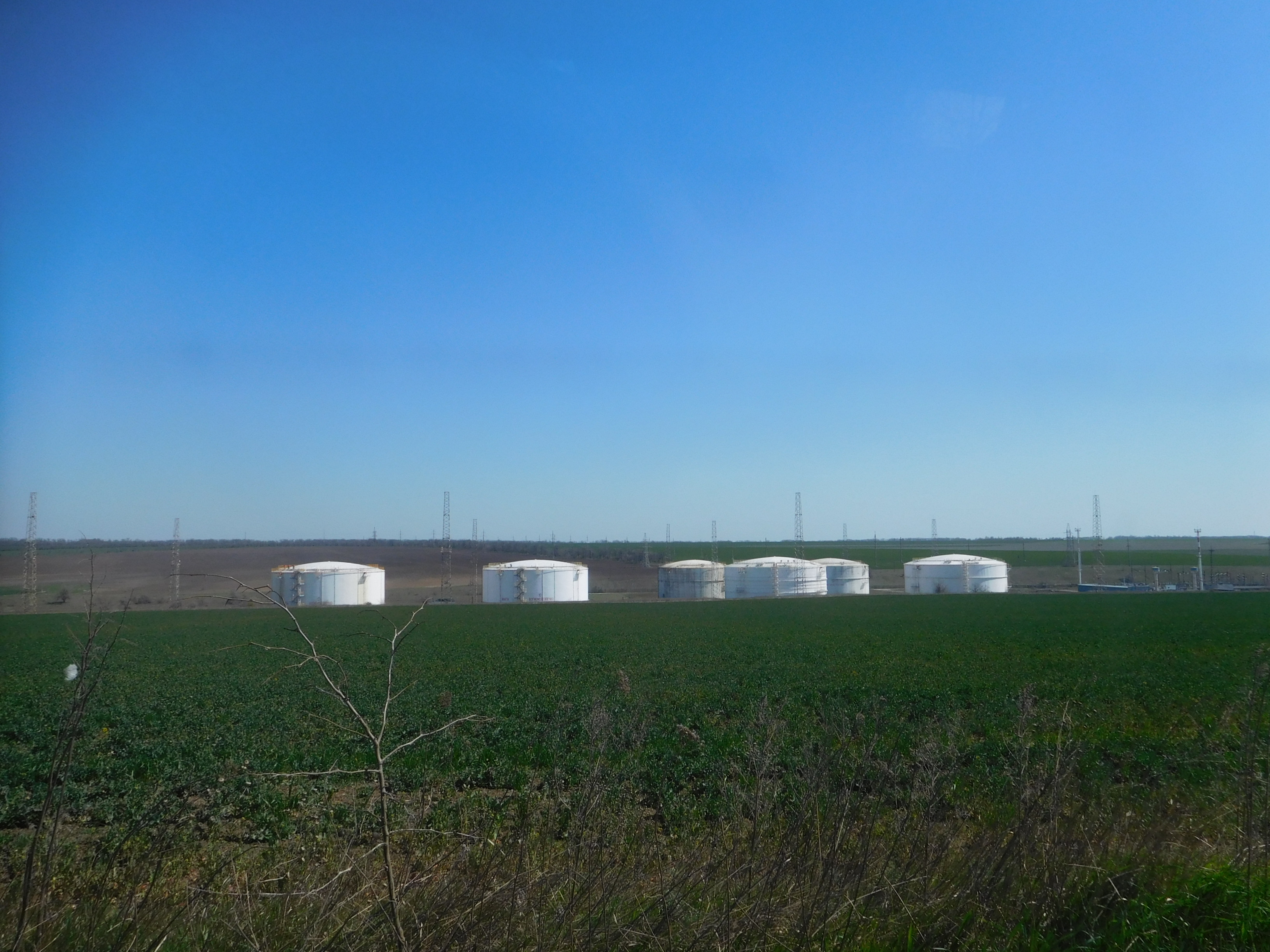
Нафтосховище поблизу села

Згідно з переписом 1989 року населення села становило 440 осіб, з яких 214 чоловіків та 226 жінок.
За переписом населення 2001 року в селі мешкало 425 осіб.

### Мова
Розподіл населення за рідною мовою за даними перепису 2001 року:
| Мова       | Кількість | Відсоток |
| ---------- | --------- | -------- |
| українська | 387       | 91.06%   |
| російська  | 38        | 8.94%    |
| Усього     | 425       | 100%     |